# Frédéric Louis
Frédéric Louis, né le 14 janvier 1973 à Rosny-sous-Bois, est un ancien joueur de handball international français évoluant au poste d'arrière droit.

## Biographie
Il a connu sa première sélection en équipe de France le 16 avril 2003 contre la équipe de Russie. Peu de temps après, il est élu meilleur arrière droit du Championnat de France.

## Palmarès

### En club
Compétitions internationales
- Demi-finaliste de la Coupe d'Europe Challenge (C4) en 2003

Compétitions nationales
- Championnat de France
  - Deuxième en 2004
  - Troisième en 2003 et 2006
- Coupe de la Ligue
  - Vainqueur (1) en 2003 ;
  - Finaliste en 2004, 2006
- Coupe France
  - Vainqueur (2) en 1997, 2007
  - Finaliste en 2003
- Vainqueur du Championnat de France de D2 (1) : 1994
- Vainqueur du Championnat de France de Nationale 3 : 2012 (entraîneur)

### En équipes nationales
- Médaille d'argent au Championnat du monde militaire en 1993 en Égypte[2]

### Récompenses individuelles
- Élu meilleur arrière droit du Championnat de France en 2002-2003[1]